# Mijaíl Gobeyev
Mijaíl Gobeyev –en ruso, Михаил Гобеев– (4 de febrero de 1984) es un deportista ruso que compitió en halterofilia. Ganó una medalla de plata en el Campeonato Europeo de Halterofilia de 2010, en la categoría de 69 kg.

## Palmarés internacional
| Campeonato Europeo | Campeonato Europeo  | Campeonato Europeo | Campeonato Europeo |
| Año                | Lugar               | Medalla            | Categoría          |
| ------------------ | ------------------- | ------------------ | ------------------ |
| 2010               | Minsk (Bielorrusia) | Medalla de plata   | 69 kg              |